# Linea di Damoiseau-Ellis

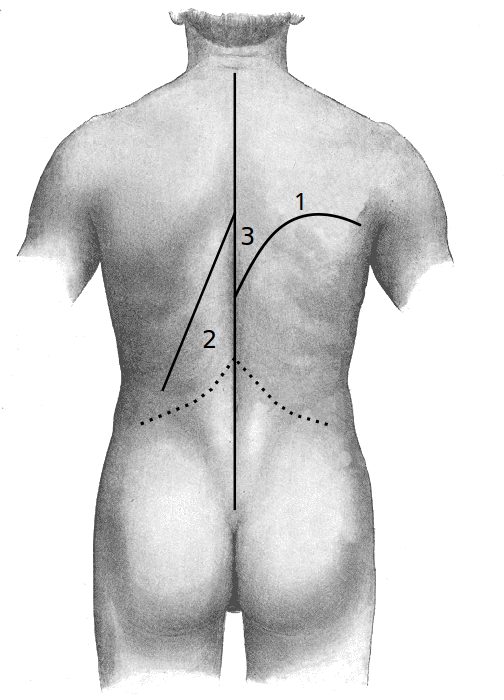
Dorso umano con indicati:
1. Linea di Damoiseau-Ellis
2. Triangolo paravertebrale opposto di Grocco-Rauchfuss
3. Triangolo di Garland

La linea di Damoiseau-Ellis è un indice semeiotico che delimita alla percussione, sul dorso, un versamento pleurico essudatizio.

## Eponimo
Deve il suo nome al medico francese Louis Hyacinthe Céleste Damoiseau (1815-1890) e allo statunitense Calvin Ellis (1826-1883).

## Descrizione
È una linea curva a concavità rivolta verso il basso il cui limite inferiore parte dalla colonna vertebrale, si dirige in alto e lateralmente fino a raggiungere il punto massimo in corrispondenza della linea ascellare posteriore e media e iniziare, successivamente, a ridiscendere.
Delimita il versamento pleurico alla percussione, che fornisce un suono ottuso al di sotto della linea, dal momento che vi è liquido che impedisce la trasmissione del suono timpanico dovuto all'aria contenuta negli alveoli, e un chiaro suono timpanico al di sopra. Normalmente il limite superiore di un versamento si disporrebbe orizzontalmente, tuttavia nel caso di un essudato, unico caso in cui si può formare la linea di Damoiseau-Ellis, la capillarità e la pressione negativa dello spazio pleurico che sono forze operanti soprattutto sulla linea ascellare posteriore e media, gli conferiscono questa forma particolare.
La linea di Damoiseau-Ellis delimita anche due aree di forma triangolare:
- il triangolo di Garland, zona a risonanza iperfonetica sita tra la colonna vertebrale e la porzione ascendente della linea[1]; è stato descritto la prima volta da George Minott Garland[3];
- il triangolo paravertebrale opposto di Grocco-Rauchfuss, un'area triangolare di subottusità con vertice posto superiormente, posta lungo la colonna vertebrale dal lato opposto del dorso rispetto al triangolo di Garland, causata da uno spostamento del mediastino[1]; deve il suo nome a Pietro Grocco e Karl Rauchfuss[4].